# 세야촌 (교토부)
세야촌(일본어: 世屋村)은 일본 교토부 요사군에 설치되었던 촌이다. 현재의 미야즈시에 해당한다.